# Mullach Coire Mhic Fhearchair
Der Mullach Coire Mhic Fhearchair ist ein als Munro und Marilyn eingestufter, 1.018 m (3.340 ft) hoher Berg in den schottischen Highlands. Sein gälischer Name kann in etwa mit Gipfel des Kars von Farquhars Sohn übersetzt werden. Er liegt im Fisherfield Forest in den Northwest Highlands, gut zehn Kilometer nördlich von Kinlochewe.
In der auch als „Great Wilderness“ bezeichneten, unbesiedelten rauen Bergwelt des Fisherfield Forest ist der Mullach Coire Mhic Fhearchair der höchste Gipfel. Er weist eine markante dreiseitige Gipfelpyramide aus hellem Quarzit auf, die auf dem ansonsten aus Sandstein bestehenden Massiv auflagert und nach allen Seiten steil abfällt. Während die nach Norden und Süden führenden Grate Übergänge zu benachbarten Munros herstellen, endet der nach Osten führende Grat im 981 m hohen Ostgipfel des Mullach Coire Mhic Fhearchair. An diesen schließen sich zwei Grate an, ein kurzer nach Nordosten und ein längerer nach Südosten zum felsgeprägten Sgùrr Dubh, einem 918 m (3.012 ft) Munro-Top des Mullach Coire Mhic Fhearchair. Der Sgùrr Dubh wiederum besitzt zwei felsige Grate,  die nach Osten und nach Süden führen. Sie umschließen dessen breite und zunächst flach abfallende Südostflanke, die dann steil zum auf 424 m Höhe liegenden Sattel Bealach na Croise abfällt. Der vom durch einen Cairn markierten Hauptgipfel nach Süden führende Grat führt über den 851 m (2.792 ft) hohen Vorgipfel Meall Garbh zum Bealach Odhar, einem breiten Sattel auf etwa 740 m Höhe, der das Massiv des Mullach Coire Mhic Fhearchair vom westlich benachbarten Munro, dem 851 m (2.792 ft) hohen Beinn Tarsuinn, trennt. Zusammen mit dem Ostgrat und dem Sgùrr Dubh umschließt der Südgrat das breite und steile Coire Mhic Fhearchair, das dem Berg seinen Namen gegeben hat. Der vom Hauptgipfel nach Norden führende Grat führt über den 824 m hohen Sattel Cab Coire nan Clach zum Sgùrr Bàn, mit 989 m (3.245 ft) Höhe ebenfalls als Munro eingestuft. Die Westseite des Mullach Coire Mhic Fhearchair fällt steil und teils felsdurchsetzt in das breite Gleann na Muice ab.

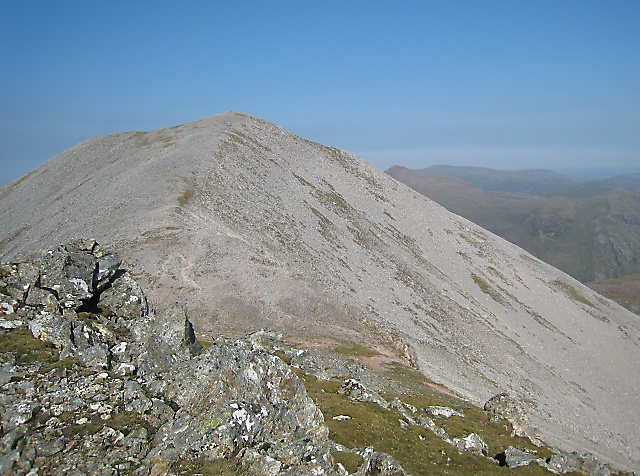
Blick vom Ostgipfel des Mullach Coire Mhic Fhearchair zum Hauptgipfel
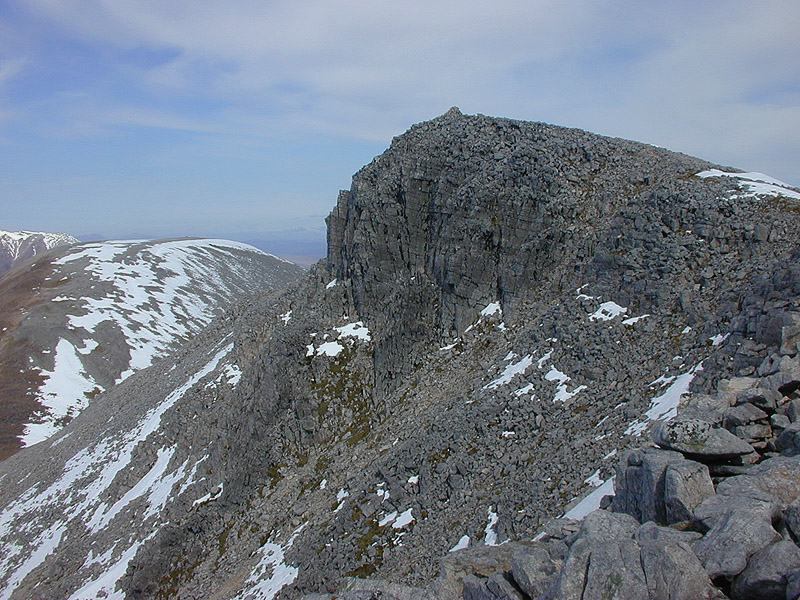
Der Gipfelkopf des Mullach Coire Mhic Fhearchair, links im Hintergrund der Sgùrr Bàn
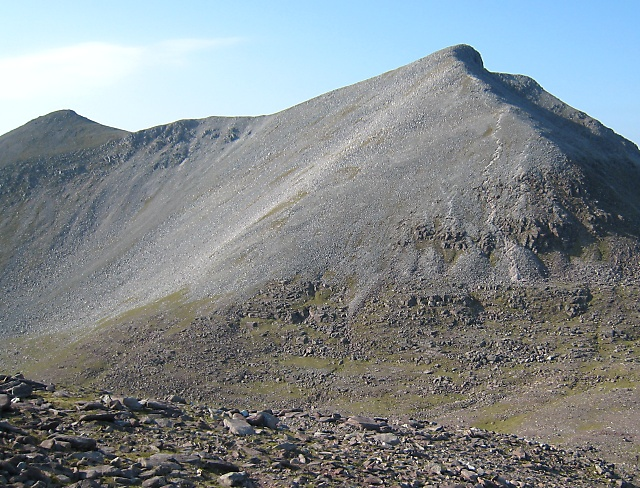
Blick vom Gipfelbereich des Sgùrr Bàn über den Sattel Cab Coire nan Clach zum Mullach Coire Mhic Fhearchair
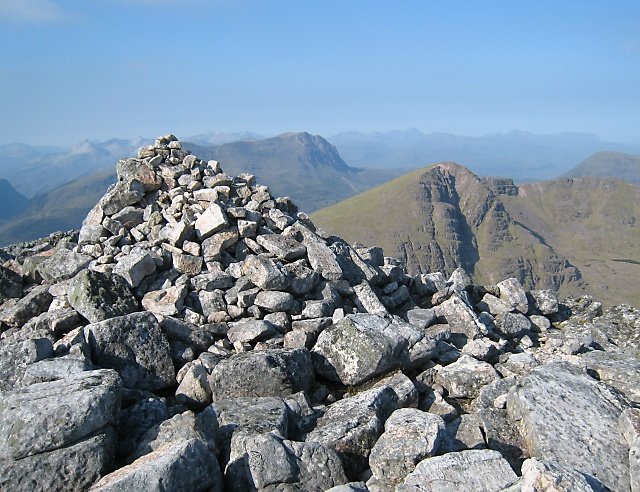
Der Gipfelcairn des Mullach Coire Mhic Fhearchair, rechts im Hintergrund der Beinn Tarsuinn

Der Fisherfield Forest weist seit den Highland Clearances keine Siedlungen mehr auf und liegt weitab öffentlicher Straßen. Seine Berge zählen daher zu den entlegensten und am schwierigsten zu erreichenden Gipfelzielen in Schottland. Kinlochewe als nächste Ortschaft ist in Luftlinie gut zehn Kilometer südlich entfernt, der teils weglose Zustieg erfordert mindestens 15 km einfache Strecke. Aus den anderen Richtungen sind teils deutlich längere Anmärsche bis zum Fuß des Berges erforderlich. Im Regelfall ist eine Besteigung des Mullach Coire Mhic Fhearchair daher nur mit einem Biwak oder einer Übernachtung in einer der wenigen Bothies des Fisherfield Forest zu bewältigen. Aus Richtung Süden wird in der Regel ein Biwak am Ufer des südwestlich liegenden Lochan Fada genutzt. Ausgangspunkt ist Kinlochewe, bis zum Lochan Fada kann entweder das Gleann Bianasdail am Fuß des Slioch oder der Weg über die Heights of Kinlochewe und durch das Gleann na Muice genutzt werden. Vom Lochan Fada führt der Anstieg weglos bis in den Bealach Odhar und weiter über den steilen Südgrat bis zum Gipfel. Aus Richtung Norden kann die Bothy Shenavall genutzt werden, die über etwa acht Kilometer Fußmarsch von einem Parkplatz an der A832 bei Dundonnell House erreichbar ist. Viele Munro-Bagger besteigen den Mullach Coire Mhic Fhearchair im Rahmen einer von dieser Bothy ausgehenden Rundtour über weitere Munros des Fisherfield Forest, meistens gemeinsam mit dem Sgùrr Bàn und dem Beinn Tarsuinn. Ausdauernde Bergwanderer beziehen auch noch den A’ Mhaighdean, den Ruadh Stac Mòr und den bis 2012 noch als Munro eingestuften, nach einer Neuvermessung aber lediglich noch als Corbett eingestuften Beinn a' Chlaidheimh mit ein. 